# Komishuvaja (Kramatorsk)
Komishuvaja (en ucraniano: Комишуваха, romanizado: Komyshuvaja; en ruso: Камышеваха, romanizado: Kamishevaja) es un asentamiento de tipo urbano ucraniano perteneciente al óblast de Donetsk. Situado en el este del país, forma parte del raión de Kramatorsk y del municipio (hromada) de Krasnotorka.

## Geografía
El asentamiento de Komishuvaja está ubicado a orillas del río Balka Buzovata, a unos 12 km al sur de Kramatorsk y 8 kilómetros al noroeste de Donetsk.

## Historia
El pueblo de Komishuvaja fue fundado en 1902 . 
Komishuvaja tiene el estatus de asentamiento de tipo urbano desde 1962.

## Demografía
La evolución de la población de Komishuvaja entre 1970 y 2022 fue la siguiente:
| 635                                                           | 477 | 484 | 529 | 488 | 496 | 498 | 506 |
| (Fuente: Cities & Towns of Ukraine y UKRAINE: Größere Städte) |     |     |     |     |     |     |     |

Según el censo de 2001, la lengua materna de la mayoría de los habitantes, el 48,20%, es el ucraniano; del 43,86% es el ruso.

## Infraestructura

### Transporte
El trayecto hacia Kramatorsk se realiza principalmente por la autopista H20.